# Megalepthyphantes lydiae
Megalepthyphantes lydiae là một loài nhện trong họ Linyphiidae.
Loài này thuộc chi Megalepthyphantes. Megalepthyphantes lydiae được Jörg Wunderlich miêu tả năm 1994.